# Hoffmannia
Hoffmannia é um género botânico pertencente à família Rubiaceae.

## Espécies
- Hoffmannia ecuatoriana, Standl.
- Hoffmannia modesta, Diels

1. ↑  «Hoffmannia — World Flora Online». www.worldfloraonline.org. Consultado em 19 de agosto de 2020